# Thecla excisicosta
Thecla excisicosta är en fjärilsart som beskrevs av Dyar 1913. Thecla excisicosta ingår i släktet Thecla och familjen juvelvingar. Inga underarter finns listade i Catalogue of Life.